# Lanrelas
Lanrelas é uma comuna francesa na região administrativa da Bretanha, no departamento Côtes-d'Armor. Estende-se por uma área de 29,55 km². Em 2010 a comuna tinha 862 habitantes (densidade: 29,2 hab./km²).